# Febronianizmus
A febronianizmus egyházi reformmozgalom volt a római katolikus egyházban, a 18. század második felében.
Nyugat-Európában a felvilágosodással egyidejűleg egy új törekvés jelentkezett, amely a középkori konciliarizmusból és az újkori gallikanizmusból táplálkozva a centralizáló római Szentszék, helyesebben a pápai hatalom ellensúlyozására a püspöki tekintély növelését tűzte ki céljául (episzkopalizmus).
Az episzkopalista törekvéseknek rendszerbe foglalója Johann von Hontheim (1701–1790) trieri érseki helynök volt, aki egyháztörténeti munkákkal foglalkozott. 
1763-ban Febronius álnéven megírt munkájával – "Az egyház helyzetéről és a római püspök törvényes hatalmáról" – az egyház megújulását és a kereszténység egységének helyreállítását szerette volna elérni. A felvilágosult kereszténység szellemében úgy vélte mindkettőnek előfeltétele az egyház ősi állapotának visszaállítása. Fő tételként hangoztatta, hogy az ókori egyház mintájára helyre kell állítani a püspökök és a zsinat hatalmát. Ennek megoldása érdekében meg kell szüntetni a szerzetesrendek exemcióját és a pápai nunciatúrákat. Az egyház fölött korlátlan hatalma nem a pápának, hanem az egyetemes zsinatra összeült püspököknek van. A pápa nem rendelkezik különleges joghatósággal, sem a hitbeli kérdésekben való tévedhetetlenséggel, sem az egyetemes egyház fölötti joghatósággal, hanem csak tiszteletbeli és felügyeletbeli elsőbbség illeti meg. Szerepe csupán annyi, hogy végrehajtja a zsinati rendelkezéseket. Joghatóságilag saját egyházmegyéjében minden püspök egyenlő hatalommal bír Róma püspökével, vagyis a pápával. A püspököknek a történelem folyamán a kúria által elvett jogokat vissza kell adni. A gallikanizmustól abban tért el, hogy a pápától megtagadott jogokat nem a világi fejedelmekre, hanem a püspökökre akarta átruházni. 